# Great Big Sea
Great Big Sea (zkráceně GBS) je kanadská kapela z provincie Newfoundland a Labrador, hrající folkový-keltický rock. Skupina byla založena v roce 1993.

## Členové
- Alan Doyle
- Séan McCann
- Bob Hallett

## Diskografie
- 1993 – Great Big Sea
- 1995 – Up
- 1997 – Play
- 1998 – Rant and Roar
- 1999 – Turn
- 2000 – Road Rage (live)
- 2002 – Sea of No Cares
- 2004 – Something Beautiful
- 2004 – Great Big DVD and CD
- 2005 – The Hard and the Easy
- 2006 – Courage & Patience & Grit (live)
- 2008 – Fortune's Favour

- 2010 –  Safe Upon the Shore
- 2012 – XX